# Каньисалес, Габи
Хосе́ «Га́би» Каньиса́лес (исп. Jose 'Gaby' Cañizales; 1 мая 1960, Ларедо) — американский боксёр мексиканского происхождения, выступал в легчайшей весовой категории в период 1979—1991. Владел титулами чемпиона мира по версиям ВБА и ВБО, был претендентом на пояс чемпиона мира ВБС.

## Биография
Габи Каньисалес родился 1 мая 1960 года в городе Ларедо, штат Техас. Начинал заниматься боксом в местном боксёрском клубе, в мае 1979 года дебютировал среди профессионалов, победив своего соперника нокаутом в первом же раунде. В течение четырёх последующих лет провёл множество успешных поединков, стал чемпионом Боксёрской ассоциации Соединённых Штатов, проиграв лишь один раз. Поднявшись в рейтингах, в марте 1983 года удостоился права побороться за титул чемпиона мира в легчайшем весе по версии Всемирной боксёрской ассоциации (ВБА), однако одолеть действующего чемпиона Джеффа Чандлера ему не удалось — поражение после пятнадцати раундов единогласным решением судей.
Продолжив выступать на высоком уровне, в марте 1986 года Каньисалес вновь получил шанс завоевать титул чемпиона ВБА, и на этот раз он боксировал гораздо лучше — пять раз посылал своего оппонента Ричи Сандоваля в нокдаун, выиграв техническим нокаутом в седьмом раунде. Тем не менее, чемпионский пояс оставался у него не долго, уже в следующем поединке уступил по очкам венесуэльцу Бернардо Пиньянго и лишился титула. После этой неудачи в его карьере наступил некоторый спад, последовали поражения от Рауля Переса, Кенни Митчелла и Грега Ричардсона, при этом громких побед было не так много: взятие вакантного пояса USBA, победа в бою за титул чемпиона штата Аризона. В январе 1990 года Каньисалес попытался взять реванш у Переса, на кону стоял титул чемпиона мира в легчайшем весе по версии Всемирного боксёрского совета (ВБС), однако мексиканец вновь был сильнее — единогласное решение судей.
В марте 1991 года Габи Каньисалес боксировал против колумбийца Мигеля Лоры и, несмотря на полученный нокдаун, завоевал в этом бою вакантный пояс чемпиона мира по версии Всемирной боксёрской организации (ВБО). При первой же защите в июне того же года он лишился чемпионского звания, проиграв по очкам британцу Дюку Маккинзи.
Вскоре Каньисалес принял решение завершить карьеру боксёра, всего на профессиональном уровне он провёл 57 боёв, 48 раз был победителем (в том числе 36 раз досрочно), восемь матчей проиграл, один свёл вничью. Его младший брат Орландо тоже является довольно известным боксёром, в 1988 году он стал чемпионом мира в легчайшем весе по версии Международной боксёрской федерации (МБФ) и потом защитил этот титул шестнадцать раз (это первый случай в истории профессионального бокса, когда два родных брата одновременно владели чемпионскими поясами в одной и той же весовой категории — впоследствии это достижение повторили лишь Виталий и Владимир Кличко, став чемпионами в супертяжёлом весе).